# Думбадзе, Тенгиз Шукриевич
Тенги́з Шукри́евич Думба́дзе (род. 7 июля 1964, п. Энергетиков, Дзержинский район, Минская область, БССР, СССР) — белорусский телеведущий, государственный и политический деятель, депутат Палаты представителей Национального собрания VII созыва. В Палате представителей занимал должность заместителя председателя Постоянной комиссии по международным делам.

## Биография
Родился 7 июля 1964 года в посёлке Энергетиков Дзержинского района Минской области. Племянник грузинского писателя Нодара Думбадзе.
Имеет высшее образование, окончил исторический факультет Белорусского государственного университета.
Работал учителем истории в Негорельской средней школе; редактором журнала «Моряк Грузии» в Аджарском управлении рыболовного флота. Являлся одним из основателей Гостелерадиодепартамента Аджарии (Грузия). По карьерной лестнице прошёл путь от корреспондента до главного редактора. Возглавлял телеканал Аджарии, на котором был автором и ведущим многочисленных телепрограмм. В конце 1990-х годов вернулся в Беларусь.
За годы работы на ОНТ выпустил на экран более тысячи документальных циклов, репортажей, интервью и программ. Стал одним из соавторов и ведущих документальных циклов «Пятнадцать», «Встреча с интересными людьми», «Наша страна». Основатель, автор, ведущий и руководитель проектов «Дыхание планеты» (закрыта в 2017 из-за конфликта с новым руководством телеканала) и «Судьба моя — Беларусь».
За свою журналистскую деятельность побывал в 120 странах, как военный корреспондент посещал множество горячих точек, среди которых Афганистан, Ирак, Иран, Нагорный Карабах, Ливан, Палестина, Сирия, Чечня, Югославия и другие.
Неоднократно признавался лучшим репортером, ведущим и автором в номинации «Лучшая общественно-политическая программа» национального телевизионного конкурса «Телевершина».
17 ноября 2019 года, на прошедших парламентских выборах, был избран депутатом Палаты представителей Национального собрания по Партизанскому избирательному округу № 110 города Минска. По результатам голосования, за его кандидатуру были поданы 13 191 голос (34,23 % от общего числа), при этом явка избирателей на округе составила 63,14 %.
Награжден почетными грамотами Совета Министров Республики Беларусь, Министерства образования Республики Беларусь, нагрудным знаком Министерства образования «Выдатнiк адукацыi».
Награждён Благодарностью Президента Республики Беларусь (2022) за многолетний плодотворный труд, высокий профессионализм, значительный личный вклад в государственное строительство, активное участие в общественно-политической жизни страны.

## Личная жизнь
Женат, имеет двоих сыновей.